# Métate

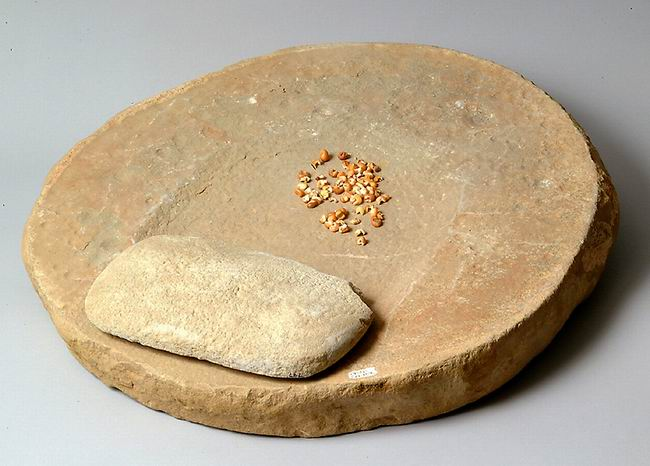
Métate, mano et maïs, XIIe siècle, Chaco Canyon.

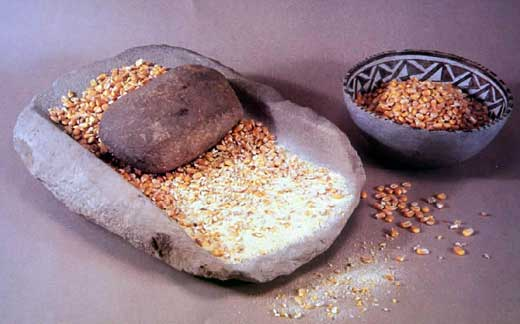
Mano, métate et bol de maïs. Exposition de musée d'artefacts ancestraux de Pueblo au parc national de Mesa Verde.

Un métate est une meule dormante de pierre, d'usage domestique, utilisée pour moudre des graines. Utilisée depuis plusieurs milliers d’années (depuis au moins 3000 av. J.-C.) dans l’aire culturelle de la Mésoamérique, son nom provient du nahuatl « metatl ». Dans les cultures mésoaméricaines traditionnelles, les métates sont généralement utilisés par les femmes qui broient le maïs traité à la chaux et d'autres matières organiques lors de la préparation des aliments (par exemple, la fabrication de tortillas).

## Description
Les meules actuelles sont monolithiques, le plus souvent en basalte, apodes ou tripodes, rectangulaires et légèrement concaves sur la surface de mouture. Ces meules sont associées à une molette, saisie à deux mains, appelée mano ou metlapil, dont la dimension dépasse généralement la largeur de la meule et qui est actionnée en un mouvement rectiligne alternatif, ce qui se différencie du mouvement d'écrasement vertical utilisé dans un mortier et un pilon. Sur les meules tripodes, l’un des pieds est légèrement plus haut que les deux autres ce qui donne une inclinaison à l’ensemble, l’utilisateur se plaçant devant la partie la plus haute. La profondeur du bol varie, bien qu'elle ne soit généralement pas plus profonde que celle d'un mortier. Des bols de métate plus profonds indiquent une usure due à une utilisation plus intensive ou une longue période d'usage.
Les métates peuvent être classés en fonction de la forme de la surface de meulage. Une catégorisation identifie quatre de ces formes : plat, plat/concave, bassin et creux. Les métates en forme de bassin sont utilisés avec une course de meulage circulaire, tandis que les métates plats et en forme de creux sont utilisés avec une course de va-et-vient réciproque ou de basculement réciproque.

## Fabrication
La fabrication des meules est un travail essentiellement masculin. À l'époque préhispanique, les meuliers n'utilisaient que des outils en pierre : cette pratique persista dans certains villages jusqu'au milieu du XXe siècle. L'utilisation d'outils en métal, hérités probablement des tailleurs de pierre de construction, permit d'utiliser les basaltes les plus durs, donnant des meules d'une durée de vie supérieure à trente ans. Si la fabrication de meules apodes à partir de blocs de pierre naturellement polis dans le lit d'une rivière était autrefois à la portée de nombreux paysans, l'élaboration de métates tripodes requiert une spécialisation artisanale.

## Usage
La mouture occupe une place prépondérante dans la cuisine rurale mexicaine. On peut moudre à sec, mais très peu de recettes sont réalisées de cette façon : on réduit en poudre du café torréfié, du maïs ou des haricots grillés, du sel, des pains de sucre ainsi que du cacao. Mais la plupart des préparations nécessitent une mouture à l’eau. On moud ainsi des fruits pour en faire des jus, des haricots ou des légumes bouillis, les ingrédients de diverses sauces pimentées et surtout le maïs pour confectionner des galettes (tortillas) qui constituent la base du repas. Ces dernières sont confectionnées à partir de nixtamal, c’est-à-dire de grains de maïs sec cuits avec de la chaux, puis rincés à l’eau, ce qui ramollit les grains et permet d’obtenir une pâte. Le maïs ou le nixtamal peuvent être moulus pour des préparations autres que les galettes : tamales, pozole, atole, pinole, masa, avec des variations dans la finesse de la mouture selon l'utilisation.

## Histoire

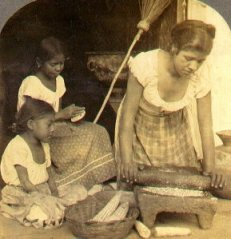
Fabrication des tortillas au Salvador vers 1900

On estime que l'utilisation des métates a commencé au cours du Protonéolithique du Mexique, quelque part entre environ 5000 et 3000 av. J.-C., et à l'époque archaïque moyenne dans le sud-ouest américain, vers 3500 av. J.-C.. Les premiers métates connus étaient plats ou en forme de cuvette. Les métates en forme d'auge sont entrés en usage dans le sud-ouest autour de l'an 450.
L’usage du métate est exclusivement féminin et, en pays mixtèque, le lieu où se trouve la meule est un espace réservé aux femmes. Un couple acquiert, ou se voit souvent offrir une meule au moment d’établir son foyer. Cette acquisition représente une dépense majeure dans la vie d’un paysan mixtèque comme en témoignaient déjà des testaments de nobles et de riches paysans du XVIe au XVIIIe siècle dans lesquels figuraient des métates.
La fabrication des tortillas quotidiennes se fait à partir de pâte de maïs suffisamment humidifiée, qui ne peut donc pas être conservée, à la différence de la farine. Cette caractéristique technique explique sans doute le fait que les métates domestiques n’aient pas été remplacés il y a plusieurs siècles par des moulins, comme en Europe. Lors des guerres du XIXe siècle et de la Révolution de 1910, les armées mexicaines étaient accompagnées de femmes et de métates pour assurer l’intendance. La conquête espagnole n’a pas eu pour effet de remplacer les tortillas par le pain, bien au contraire. À la fin du XIXe siècle les propriétaires des grandes plantations introduisirent les moulins à moteur pour le maïs, ce qui eut pour conséquence de libérer la main-d’œuvre féminine pour les champs. À partir de 1920, des moulins électriques apparaissent dans les campagnes et sont la propriété de municipalités, de coopératives ou de privés. Pourtant les meules dormantes sont toujours utilisées et font encore partie du patrimoine rural du Mexique.

## Métates cérémoniels du Costa Rica

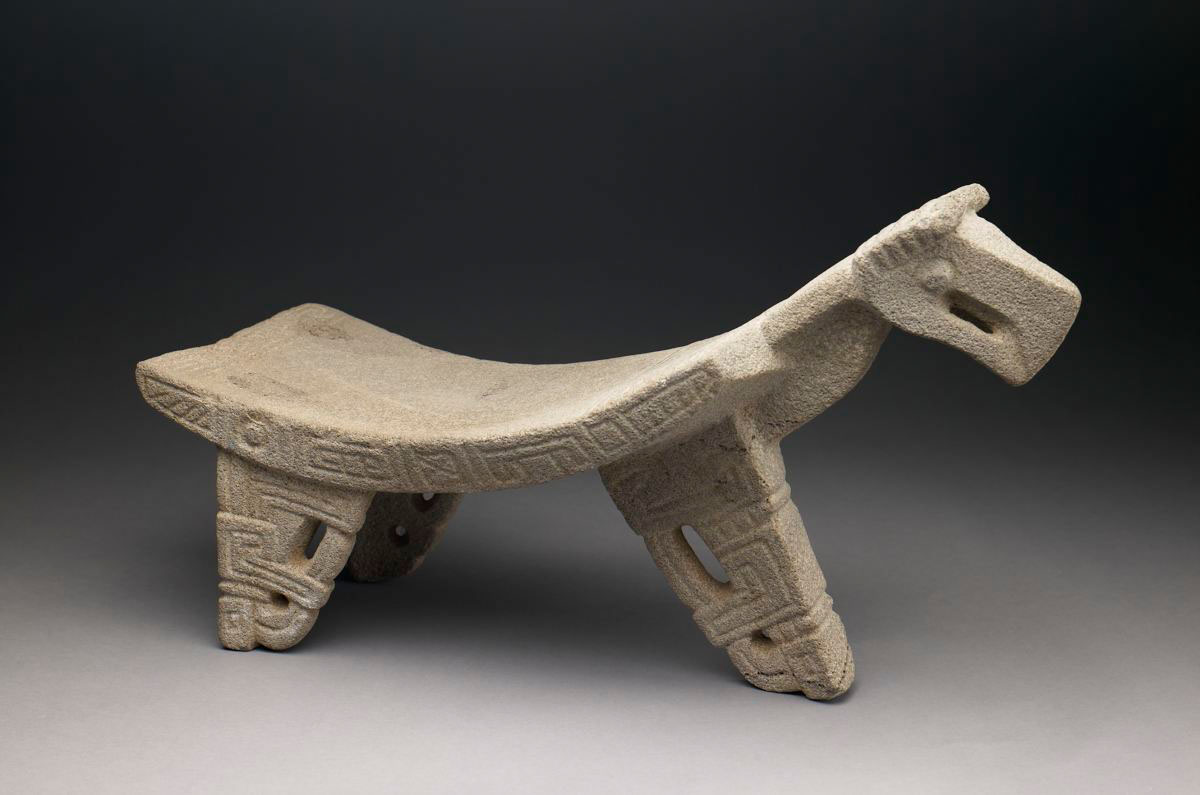
Un métate costaricien avec une iconographie d'oiseau au Birmingham Museum of Art

Les métates cérémoniels sculptés en pierre volcanique représentent l'une des traditions les plus inhabituelles et les plus complexes d'artefacts précolombiens du Costa Rica. Ils se présentent sous de nombreuses formes différentes et la variation morphologique correspond à différentes régions et périodes. Ils peuvent être rectangulaires, circulaires, plats ou courbés. Ils peuvent ou non avoir des bords et trois ou quatre pattes. Certaines pièces présentent des signes d'usure tandis que d'autres ne montrent aucun signe d'usure et semblent avoir été spécialement conçues pour être utilisées comme objets funéraires. Certains exemples caractérisés comme métate auraient pu être en fait un type de trône sur lequel s'asseoir.
Certains exemples sont connus sous le nom de métate à tête d'effigie, qui présentent la tête d'un animal à une extrémité, le métate lui-même constituant le corps de la créature. Les animaux généralement représentés sont le jaguar, le crocodile ou les oiseaux. Le type le plus complexe de métate cérémoniel est la classe appelée métate « à panneau volant ». Ce style provient de la région du bassin versant de l'Atlantique, incluant la ville de Guayabo. Il représente un haut niveau de savoir-faire et de complexité. Sculptés à partir d'un seul morceau de pierre, ces métates contiennent généralement plusieurs figures, à la fois sous la plaque et sur les jambes. Les têtes de trophées, les oiseaux, les figures de jaguar, de singe et de saurien sont les thèmes les plus courants. On pense que le métate « à panneau volant » est le précurseur des figures sculpturales autoportantes plus courantes plus tard dans la région du bassin versant de l'Atlantique.

### Variation temporelle et régionale

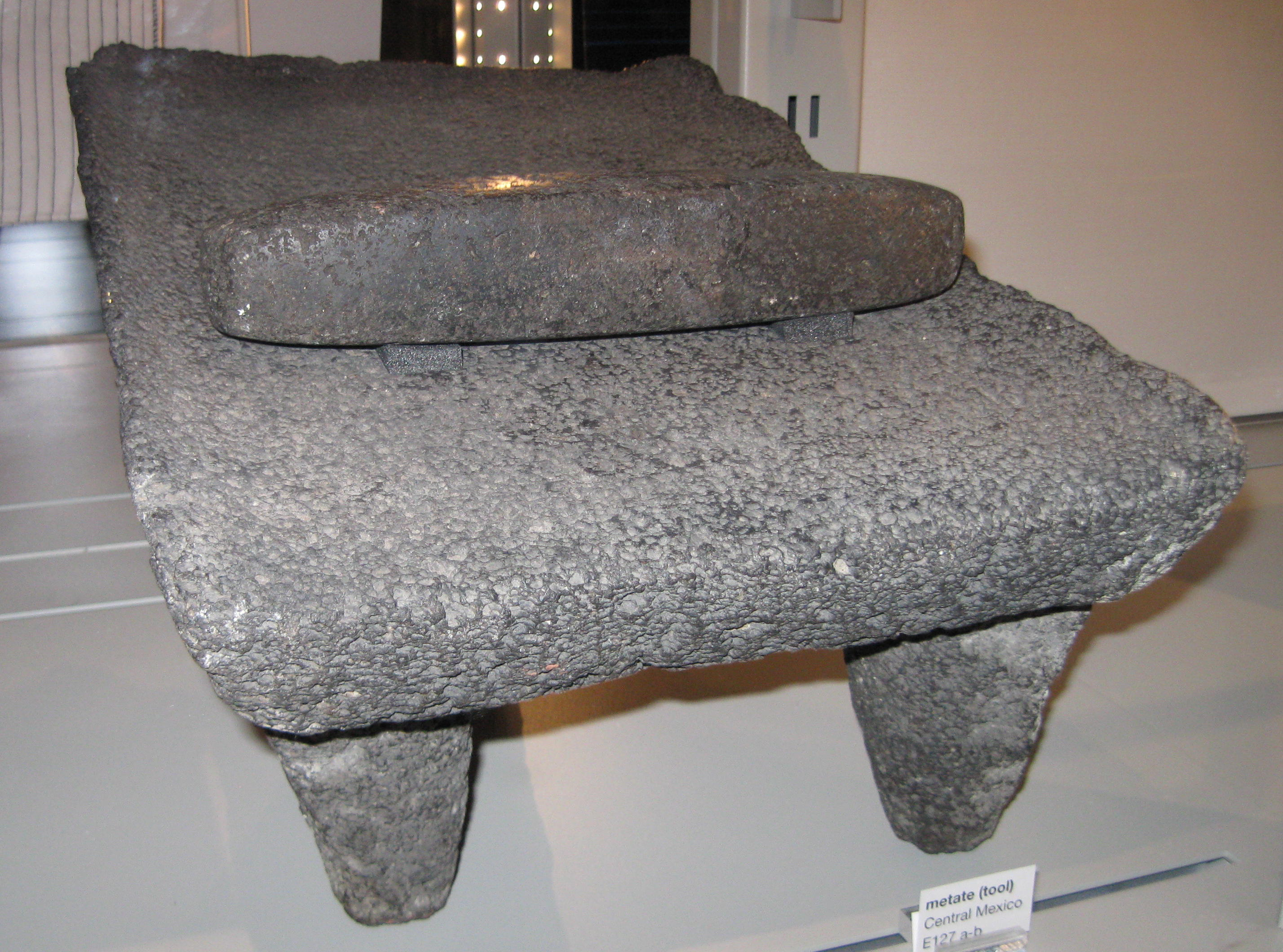
Un outil de meulage en pierre amérindien ou 'métate' du centre du Mexique.

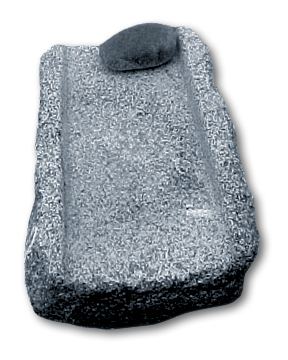
Métate et mano

Les premières traditions de sculpture sur pierre au Costa Rica, y compris le métate cérémoniel, ont commencé à la fin de la période IV (an 1 - 500). Les métates de la région de Nicoya/Guanacaste ont des plaques incurvées longitudinalement et sans rebord. Ceux du bassin versant de l'Atlantique ont une plaque horizontalement plate et bordée. Les deux sont associés à des biens mortuaires, ce qui suggère qu'il existait un statut social différent au sein de ces communautés. Les trois principaux types de sculptures en pierre du Costa Rica à cette époque - trépied-métate, têtes de masse et pendentifs en jade « dieu de la hache » - ont culminé et décliné au cours de la période V (an 500 - 1000).
La sculpture sur pierre n'a plus jamais été populaire dans la région de Nicoya / Guanacaste, mais dans le bassin versant de l'Atlantique (comme de Guayabo) à la période VI (1000 - 1500), la sculpture figurative autonome et de nouvelles formes de métate cérémoniel sont entrées en usage. Ces nouveaux types de métate peuvent être rectangulaires avec quatre pieds comme les exemples de tête d'effigie de jaguar ou peuvent être de forme ronde avec une base de piédestal. Ces derniers types ont souvent des têtes humaines sculptées (ou simplement des encoches suggestives) autour du bord, ce qui implique une relation avec la prise rituelle de têtes de trophées. Cette forme particulière de métate semble avoir été influencée par les sculptures en pierre du site panaméen de Barriles.
Sur le site de Las Huacas, quinze métates ont été extraits de seize tombes. Aucun de ces métates n'avait de manos (meules), suggérant que le métate sculpté en tant qu'objet mortuaire avait une signification symbolique plus profonde que le simple traitement des denrées alimentaires. L'objectif mécanique de base du métate est une plate-forme sur laquelle (principalement) le maïs est moulu en farine. Cette transformation du grain en farine a des implications symboliques liées à la vie, à la mort et à la renaissance. On ne sait toujours pas si le maïs était une source principale de subsistance, et il est tout à fait possible que le maïs ait été réservé à la fabrication de chicha (bière), à utiliser dans les activités de festin rituel. Compte tenu de leur rôle de bien funéraire, il semble que le métate ait une signification forte pour la vie humaine, la mort et l'espoir d'une renaissance ou d'une transformation quelconque.

### Iconographie
Les trois éléments iconographiques les plus populaires du métate cérémoniel semblent être les créatures sauriennes, oiseau et jaguar. Les singes sont également communs. Une caractéristique unique du métate cérémoniel est le manque de figures humaines. Les têtes désincarnées sont la seule exception. Alors que les figures humaines deviennent le sujet principal des sculptures autoportantes, qui représentent des femmes nues ou des guerriers masculins avec des têtes de trophée et des captifs masculins ligotés, ceux-ci ne semblent pas avoir été représentés sur du métate. Les métates à panneaux volants ont souvent des figures anthropomorphes, mais celles-ci ont toujours des têtes d'animaux (souvent des crocodiles).
Dans les régions de Nicoya et du bassin versant de l'Atlantique, les métates sont souvent fabriqués avec des images sauriennes (en particulier des crocodiles, des alligators ou des caïmans). On pense que le saurien représente la surface de la terre, qui se rapporte à la fertilité agricole. L'un des thèmes les plus anciens et les plus importants de l'art chibcha est celui du dieu crocodile. Représenté comme un être anthropomorphe à tête de crocodile, il a été sculpté dans des métates à battant, parfois représenté debout sur un saurien à deux têtes et d'autres fois sur un jaguar. En tant que symbole, le Saurien à deux têtes a la plus longue utilisation et distribution de tous les éléments iconographiques de la région isthmo-colombienne.
Les métates à panneaux volants du Costa Rica datent des Ier et VIIe siècles. Cependant, certaines caractéristiques du dieu crocodile représentées sur des métates à panneaux volants le montrent avec des coudes en forme de U non naturels et des doigts longs et étroits, comme on le voit sur les dieux crocodiles en or datant du Xe au XVIe siècle. Ces formes stylistiques sont logiques pour une utilisation dans les petits ornements en or réalisés avec la technique de la cire perdue, mais semblent étranges pour une utilisation dans la pierre sculptée. Peut-être que ces métates datent beaucoup plus tard qu'on ne le pensait auparavant et ont été inspirés par les représentations en or.
Les oiseaux avec de longs becs incurvés qui semblent représenter des vautours, des toucans ou peut-être des colibris sont un autre thème populaire. Trouvés pour la première fois au Costa Rica sur les poteries de la phase Pavas et El Bosque, ils sont un élément commun des métates à panneaux volants, parfois représentés avec ou picorant des têtes humaines.

## Collections
La plus grande collection se trouve au Musée national du Costa Rica. Une collection de plus de 20 métates se trouve au British Museum .

## Galerie

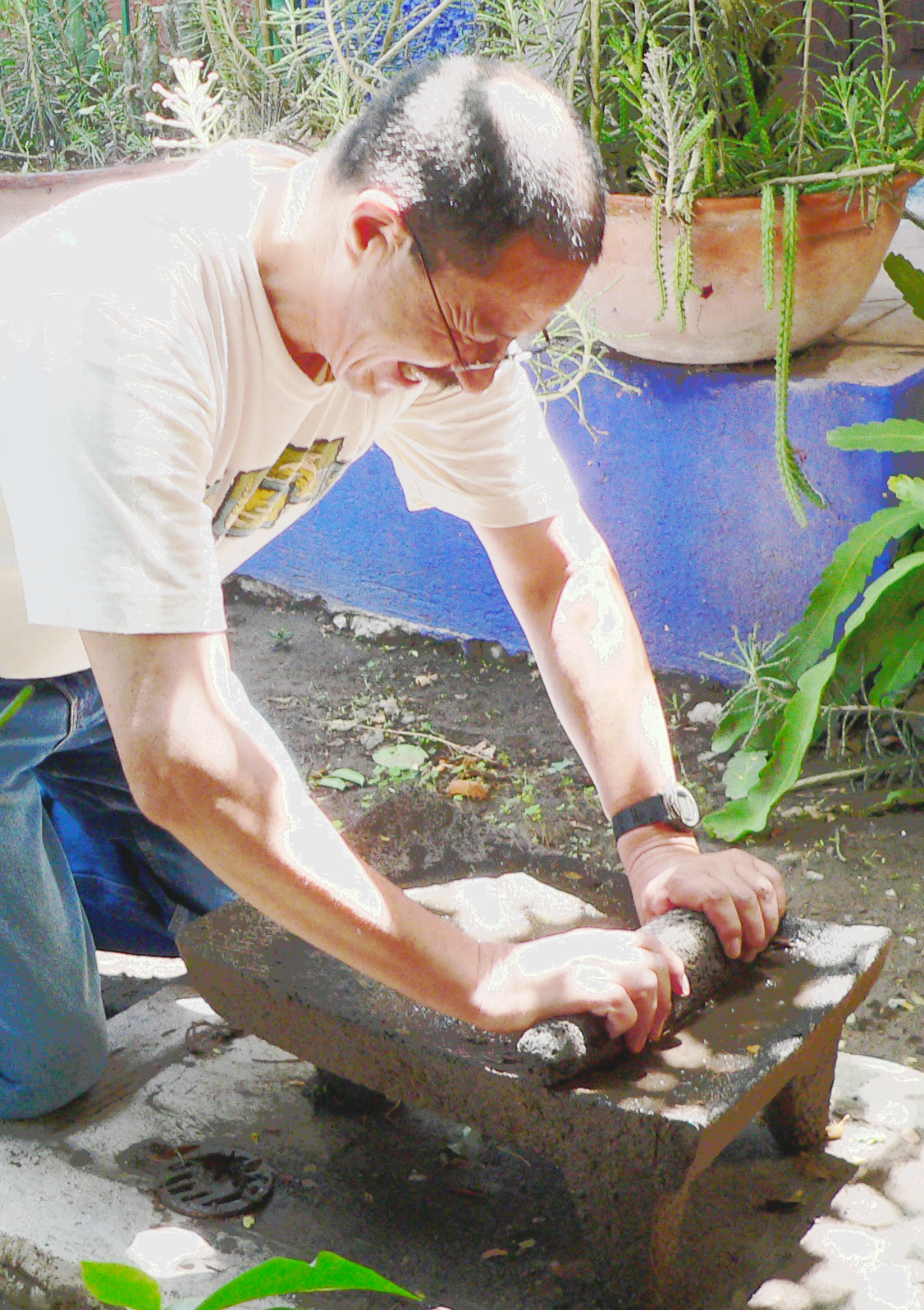
Utilisation d'un métate mexicain.
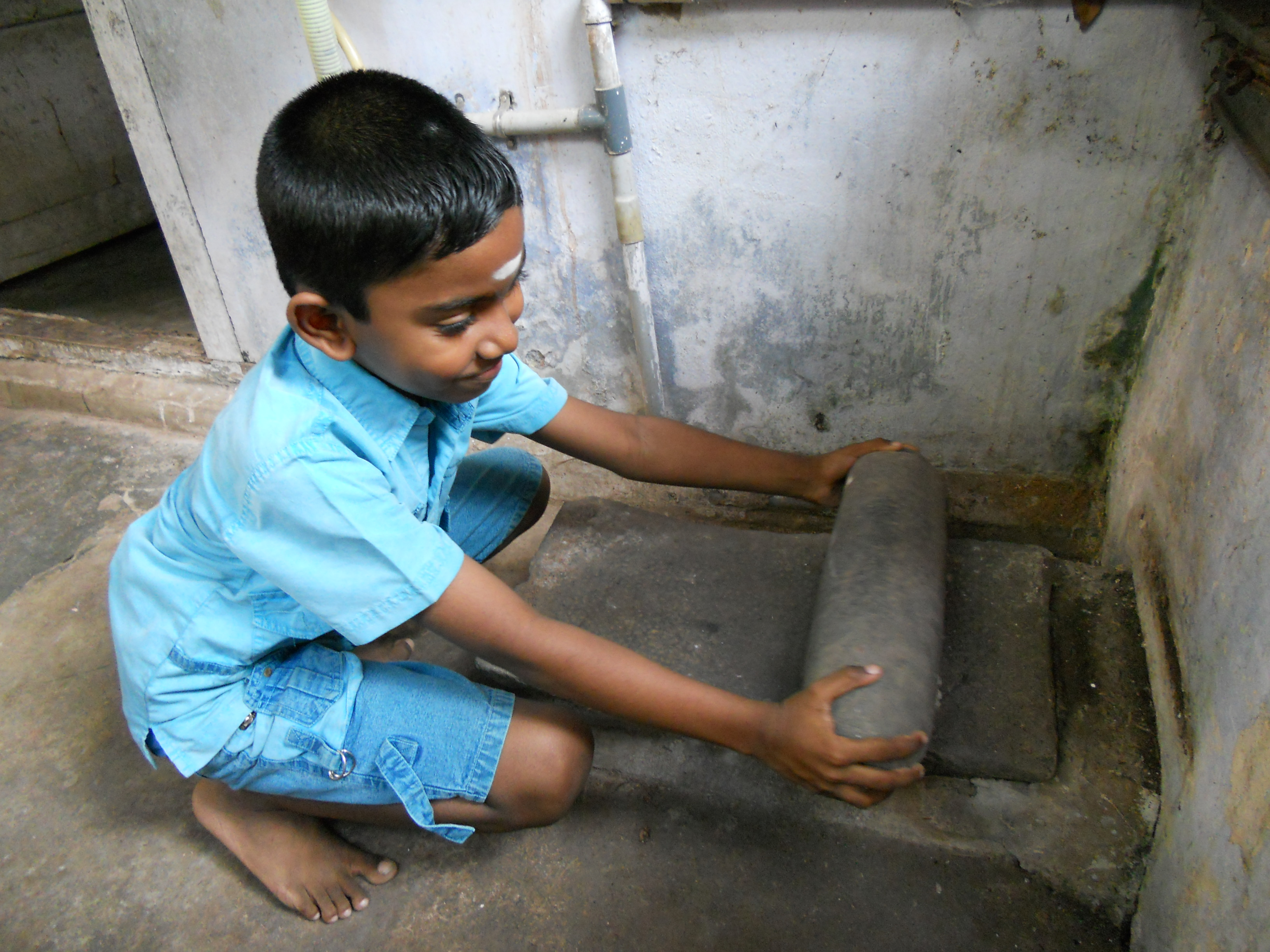
Utilisation d'un métate en Inde.
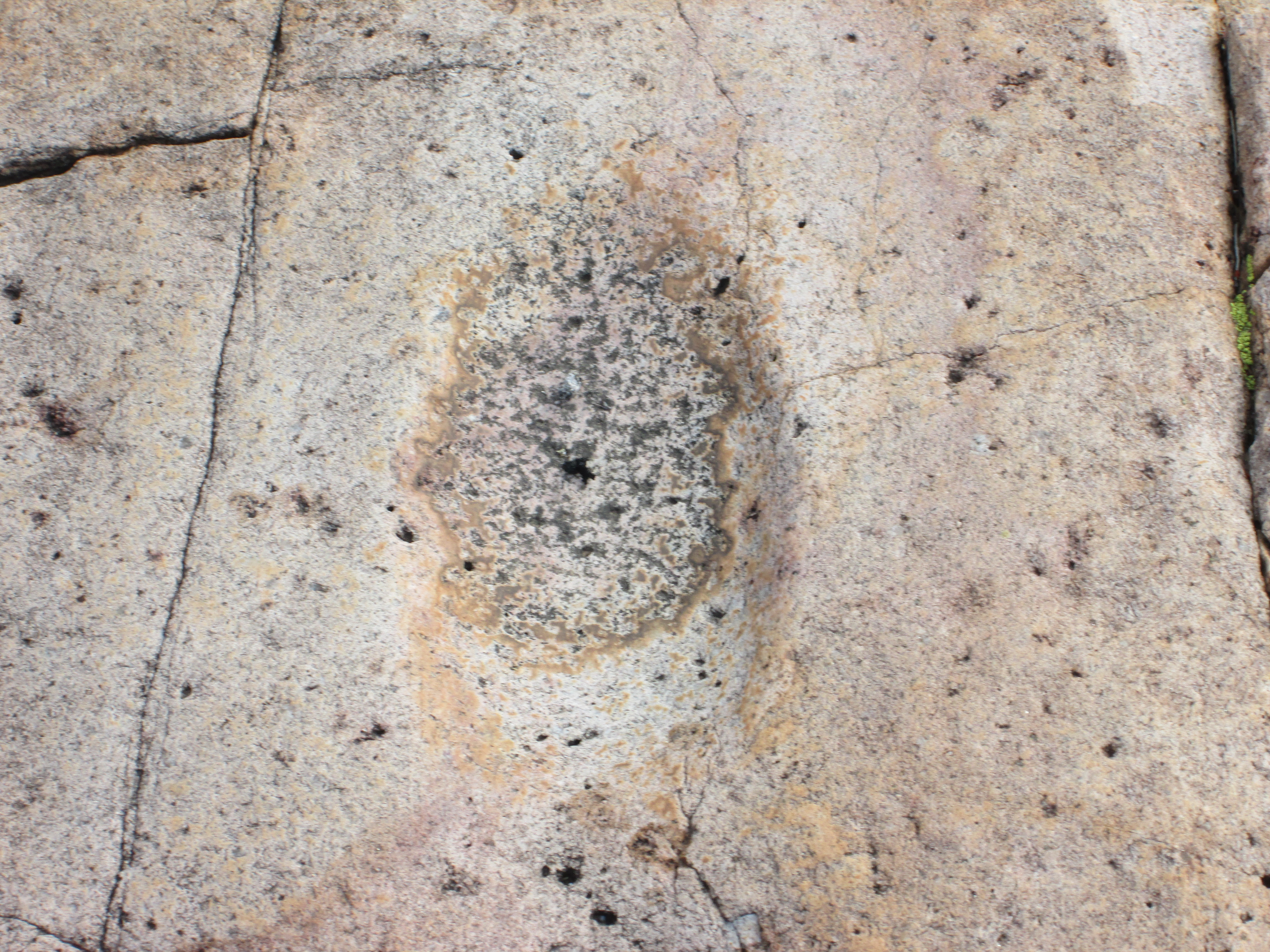
Métate rocheux amérindien à Huerfano Butte en Arizona.
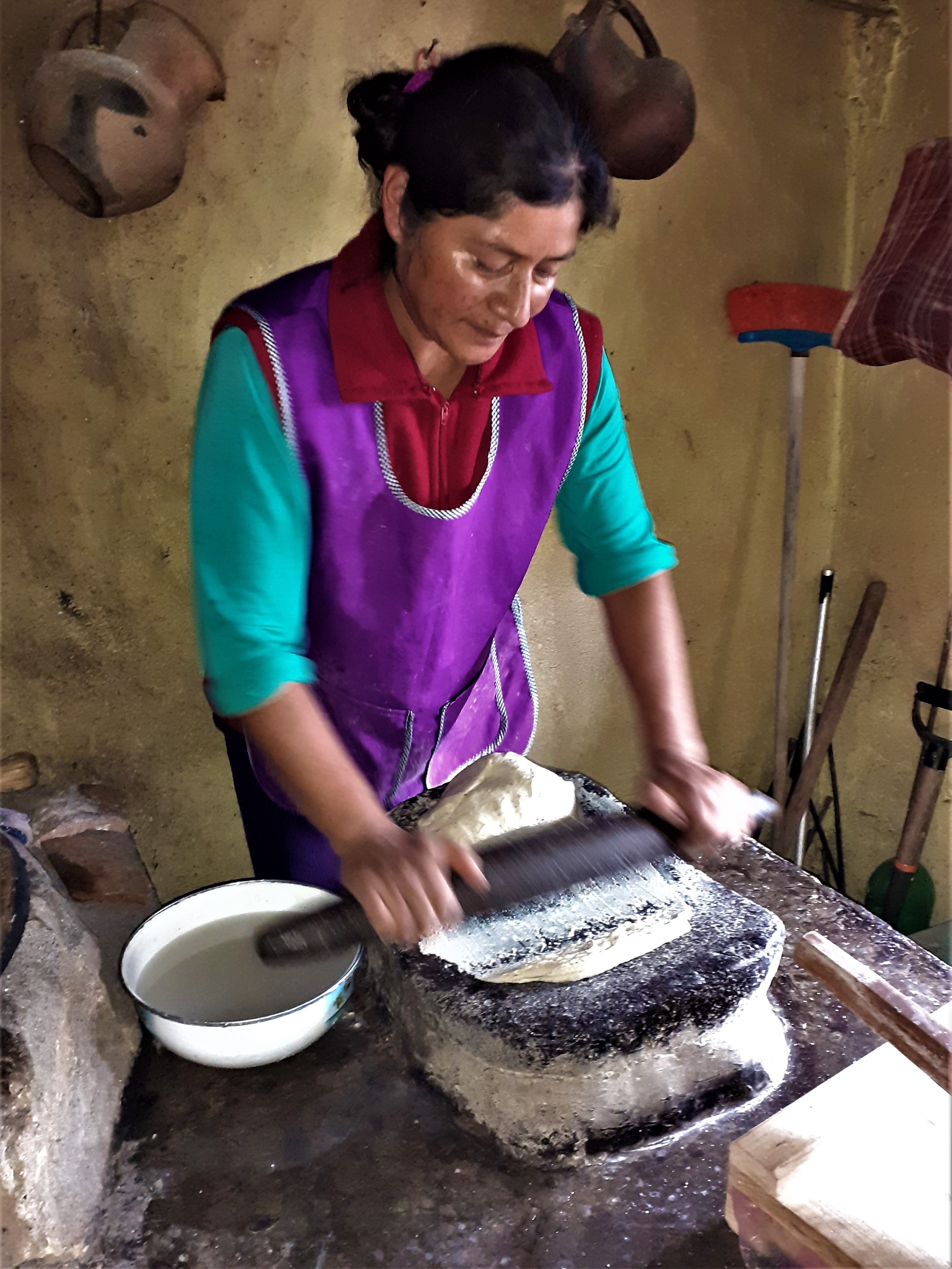
Isabel Nicolás, une femme Ñuu Savi (mixtèque) moulant de la pâte de maïs dans le yooso (metate en mixtèque) lors de la fabrication de tortillas.
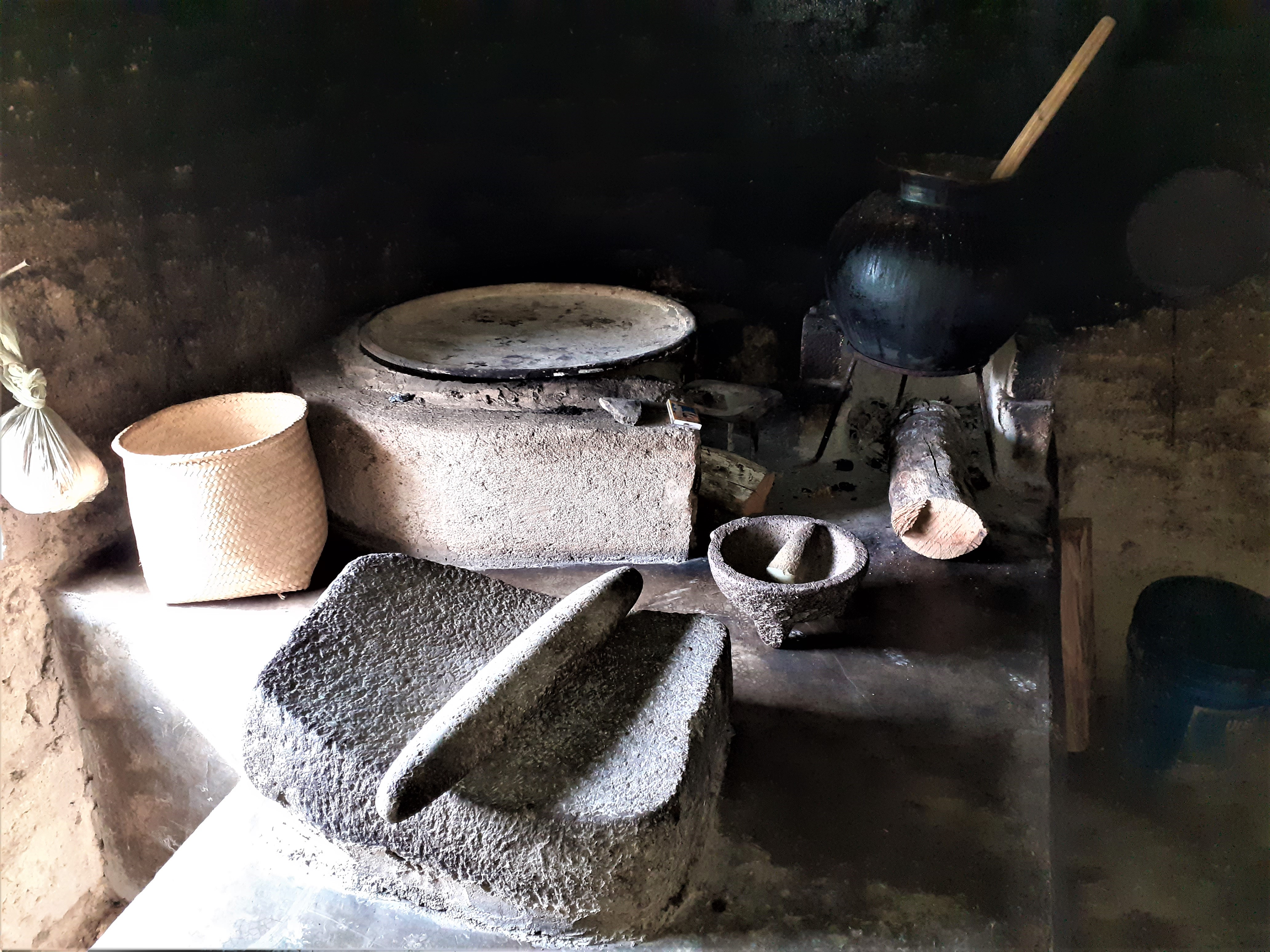
Cuisine indigène contemporaine avec metate au premier plan, comal, un tenate, molcajete (mortier en pierre) et un pot en argile.
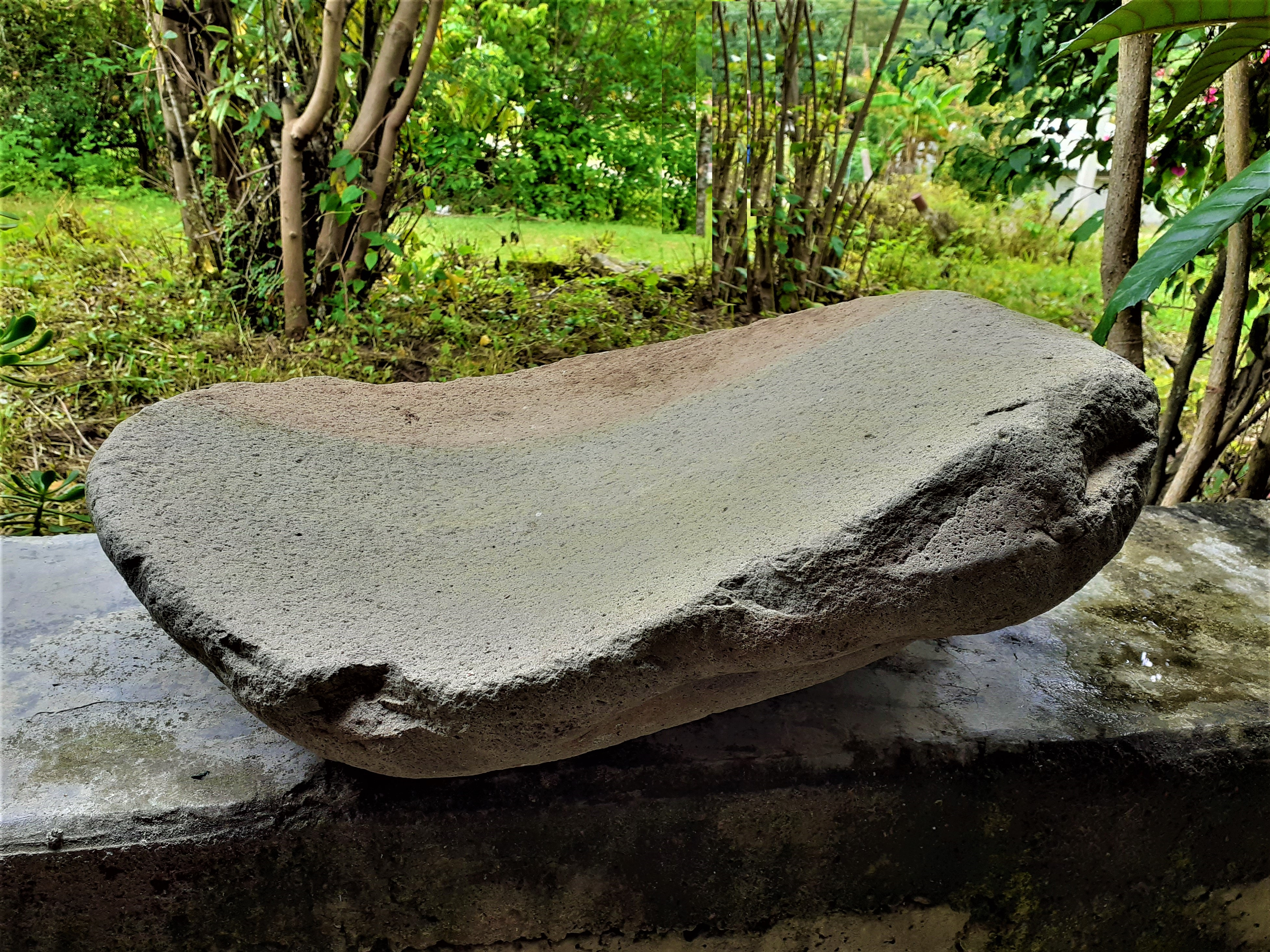
Métate mixtèque précolombien.